# Richard Eichberg
Richard Eichberg (Berlino, 27 ottobre 1888 – Monaco di Baviera, 8 maggio 1953) è stato un regista, attore e produttore cinematografico tedesco.

## Biografia
Richard Eichberg iniziò la sua carriera come attore prima a Sciaffusa e quindi a Berlino. Nel 1912, fece il suo esordio sullo schermo in Problematische Naturen, un film diretto da Hans Oberländer. Nel 1915, passò alla regia e alla produzione. Diventato un produttore di successo, fondò una propria casa di produzione, la Richard Eichberg-Film GmbH.

## Filmografia

### Regista
- Strohfeuer (1915)
- Das Tagebuch Collins (1915)
- Robert als Lohengrin (1915)
- Leben um Leben (1916)
- Frauen, die sich opfern (1916)
- Das Skelett (1916)
- Der Ring des Schicksals (1916)
- Das Bacchanal des Todes (1917)
- Katharina Karaschkin (1917)
- Die im Schatten leben (1917)
- Für die Ehre des Vaters (1917)
- ...und führe uns nicht in Versuchung (1917)
- Die Tragödie der Manja Orsan  (1919)
- Monna Vanna (1922)
- Fräulein Raffke (1923)
- Liebe und Trompetenblasen (1925)
- Leidenschaft. Die Liebschaften der Hella von Gilsa (1925)
- Die Kleine vom Bummel (1925)
- Prinzessin Trulala, regia di Erich Schönfelder - supervisione (1926)
- Die tolle Lola (1927)
- Der Fürst von Pappenheim (1927)
- Das Girl von der Revue (1928)
- Wer wird denn weinen, wenn man auseinandergeht? (1929)
- Night Birds (1930)
- Trara um Liebe (1931)
- Die Katz' im Sack (1935)
- Il corriere dello zar (des Kurier der Zaren) (1936)
- Der Tiger von Eschnapur (1938)
- Il sepolcro indiano (Das indische Grabmal) (1938)

### Attore
- Problematische Naturen, regia di Hans Oberländer (1912)

### Produttore
- Leben um Leben, regia di Richard Eichberg (1916)
- Der Fürst von Pappenheim, regia di Richard Eichberg (1927)